# Антрацит (станция)
Антрацит - грузопассажирская железнодорожная станция Донецкой железной дороги, которая находится в городе Антрацит Луганской области.

## История
Станция была построена и введена в эксплуатацию в 1900 году.
В ходе Великой Отечественной войны бои на подступах к городу продолжались с ноября 1941 до июля 1942 года. С 18 июля 1942 года по 19 февраля 1943 года город был оккупирован немецкими войсками, а 20 февраля 1943 года освобождён советскими войсками. После завершения боев за город станция была восстановлена и возобновила работу. 
В марте 1995 года Верховная Рада Украины внесла станцию в перечень объектов, приватизация которых запрещена в связи с их общегосударственным значением.
С весны 2014 года - в составе Луганской Народной Республики. В связи с боевыми действиями транспортное сообщение прекращено.